# La Cocinilla del Obispo
La Cocinilla del Obispo es un abrigo rocoso situado en el paisaje protegido de los Pinares de Rodeno, dentro del término municipal de Albarracín, en la provincia de Teruel (Aragón, España). Es uno de los 758 yacimientos de arte rupestre, que fueron añadidos en 1998 al Patrimonio de la Humanidad como parte del sitio Arte rupestre del Arco Mediterráneo de la península ibérica (ref. 874.613).

## Ubicación
El abrigo de La Cocinilla del Obispo se ubica dentro del paraje de los Pinares de Rodeno, en el término municipal de Albarracín, Teruel. Es una zona de pinares con numerosos afloramientos rocosos, que permiten la existencia de innumerables abrigos y cavidades rocosas en la zona. El sitio es fácilmente accesible desde Albarracín por la carretera local que atraviesa los Pinares de Rodeno hacia Bezas. Una zona de estacionamiento de vehículos situada a 5 km de Albarracín en mitad del paisaje protegido de los Pinares de Rodeno marca el punto de información y lugar de inicio más habitual de una serie de senderos señalizados, que permiten llegar fácilmente a la Cocinilla del Obispo y a cerca de otra docena de yacimientos con pinturas rupestres situados en las inmediaciones que también son fácilmente visitables. 
El llamado sendero del Arrastradero, parte del aparcamiento y permite en un recorrido circular de 2.5 km visitar no solo La Cocinilla del Obispo, sino también el abrigo de los Ciervos, el abrigo de las Figuras Diversas,  el abrigo del Medio Caballo, el abrigo de los Dos Caballos y el abrigo del Arquero del Callejón Cerrado.

## Historia
En el año 1892 Eduardo Marconell publicó en la  revista Miscelánea Turolense un artículo referido a la existencia de pinturas rupestres en el término de Albarracín, entre las que se encontraban los toros del Prado del Navazo y las pinturas del abrigo rocoso conocido popularmente como la "La Cocinilla del Obispo". Este artículo es la mención escrita más antigua referida a lo que sería conocido más tarde como arte levantino español. 
El estudio científico de este yacimiento fue publicado en 1911 por parte de Juan Cabré y el abate francés Henri Breuil, quien estaba considerado uno de los paleontólogos más importante del mundo. Cabré y Breuil habían estudiado e identificado en la década anterior otras pinturas rupestres en la cuenca mediterránea española, catalogándolas como un nuevo tipo de arte rupestre al que llamaron Arte Levantino. 
En 1982, un nuevo estudio del yacimiento, realizado por Fernando Piñón Varela descubrió nuevas representaciones que habían pasado inadvertidas en el estudio de 1911.

## Descripción
Es uno de los abrigos más sobresalientes de Albarracín. Las figuras aparecen representadas en un gran panel de 5,7 metros de longitud, por 2,4-1,35 metros de altura. Las representaciones se distribuyen en tres zonas:
- en el extremo izquierdo del panel aparecen cinco toros de gran tamaño, cuatro de los cuales son anaranjados y uno de color negro; así como un caballo negro.Sobre la panza de uno de los toros se ha realizado un signo rectangular compartimentado en tres, de color negro;
- en el centro del panel aparece un toro aislado, en posición rampante y de color pardo-rojizo. Este toro está repintado sobre un toro de color blanco anterior, que apenas es visible;
- en el extremo derecho son perceptibles dos figuras de toros, una de color anaranjado en el plano superior y otra de color blanco en el inferior, que está parcialmente superpuesto al anterior. También en este lado del panel se aprecia una manchita de pintura. El bóvido anaranjado del extremo derecho del abrigo está representado a la carrera y mide 35,5 cm de altura por 69 cm de anchura. Es la figura más llamativa del conjunto pictórico.

Las figuras están realizadas en tintas planas, apareciendo tres de las figuras contorneadas por una fina línea de grabado.

## Datación
Las pinturas de "La Cocinilla del Obispo" se han datado en el Neolítico Antiguo (aprox. 5000-4000 a. C.). Se cree que fueron realizadas en cuatro fases diferentes, debido a la superposición de las pinturas y a cuestiones de índole cromática; aunque probablemente entres estas fases discurrió un breve periodo de tiempo.

## Galería

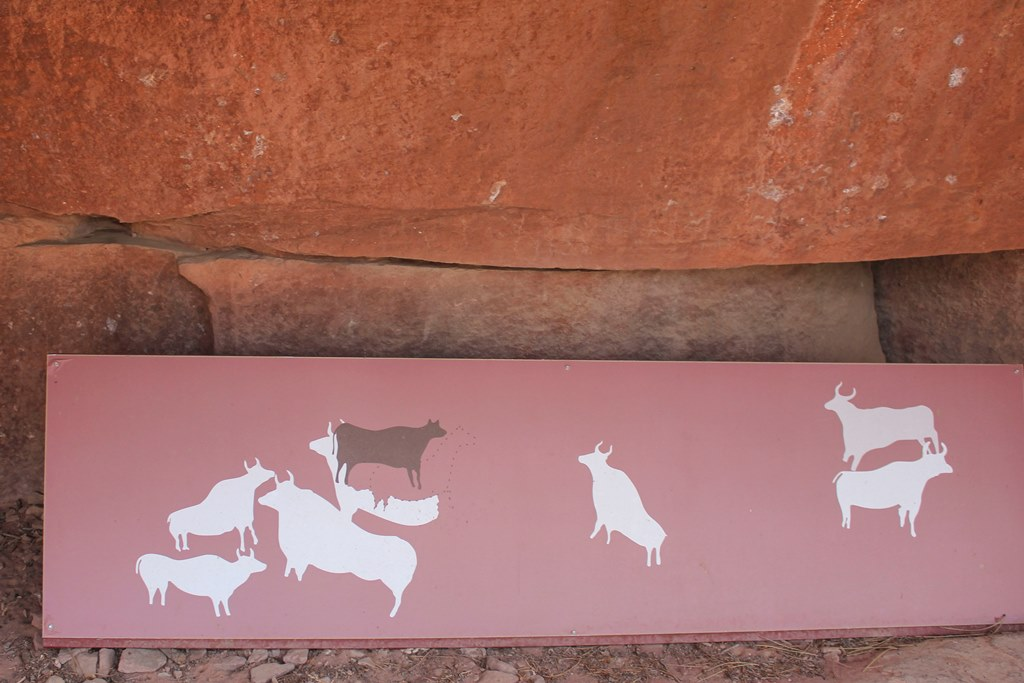
Vista general del panel con una placa que permite identificar las figuras
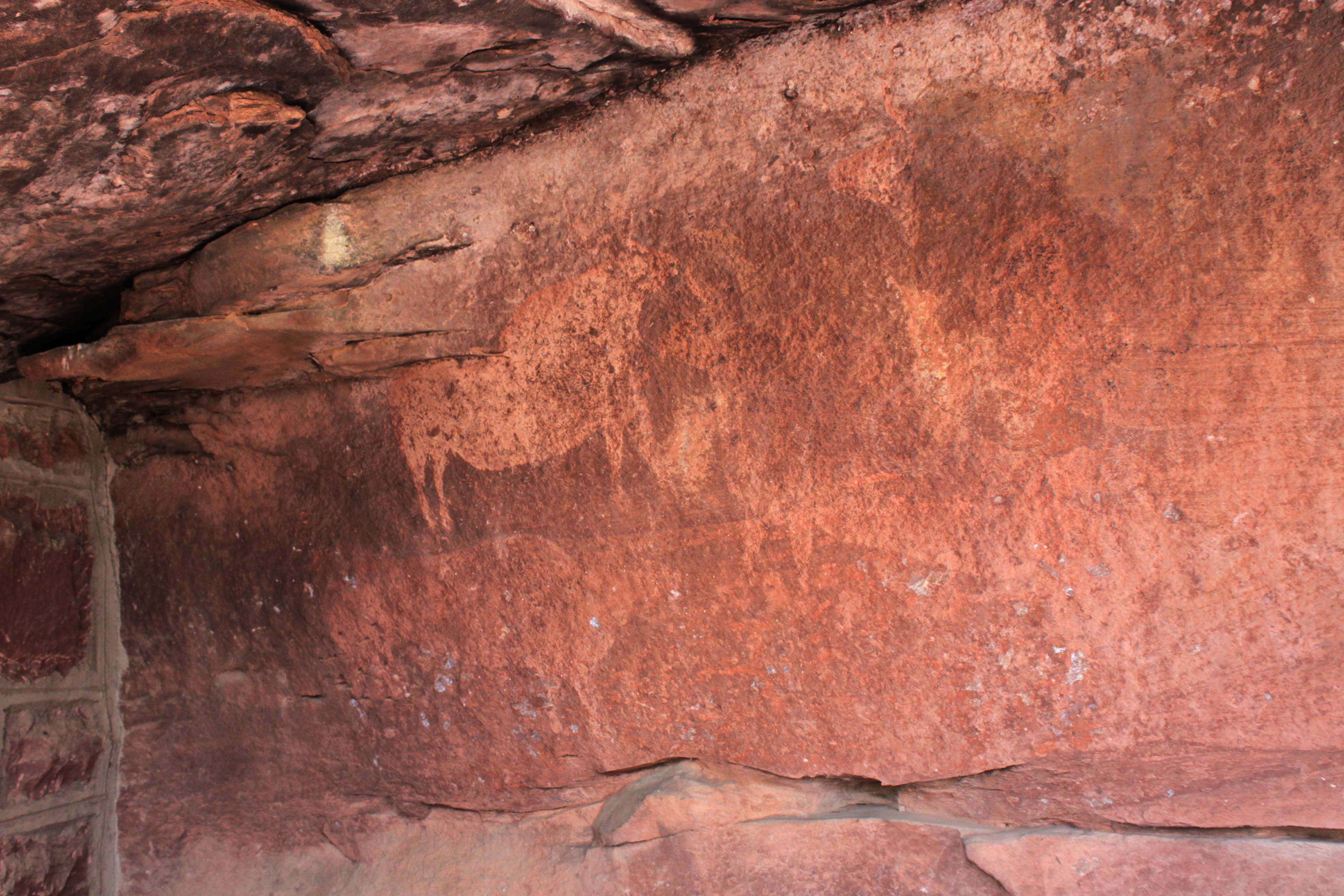
Vista de las pinturas rupestres
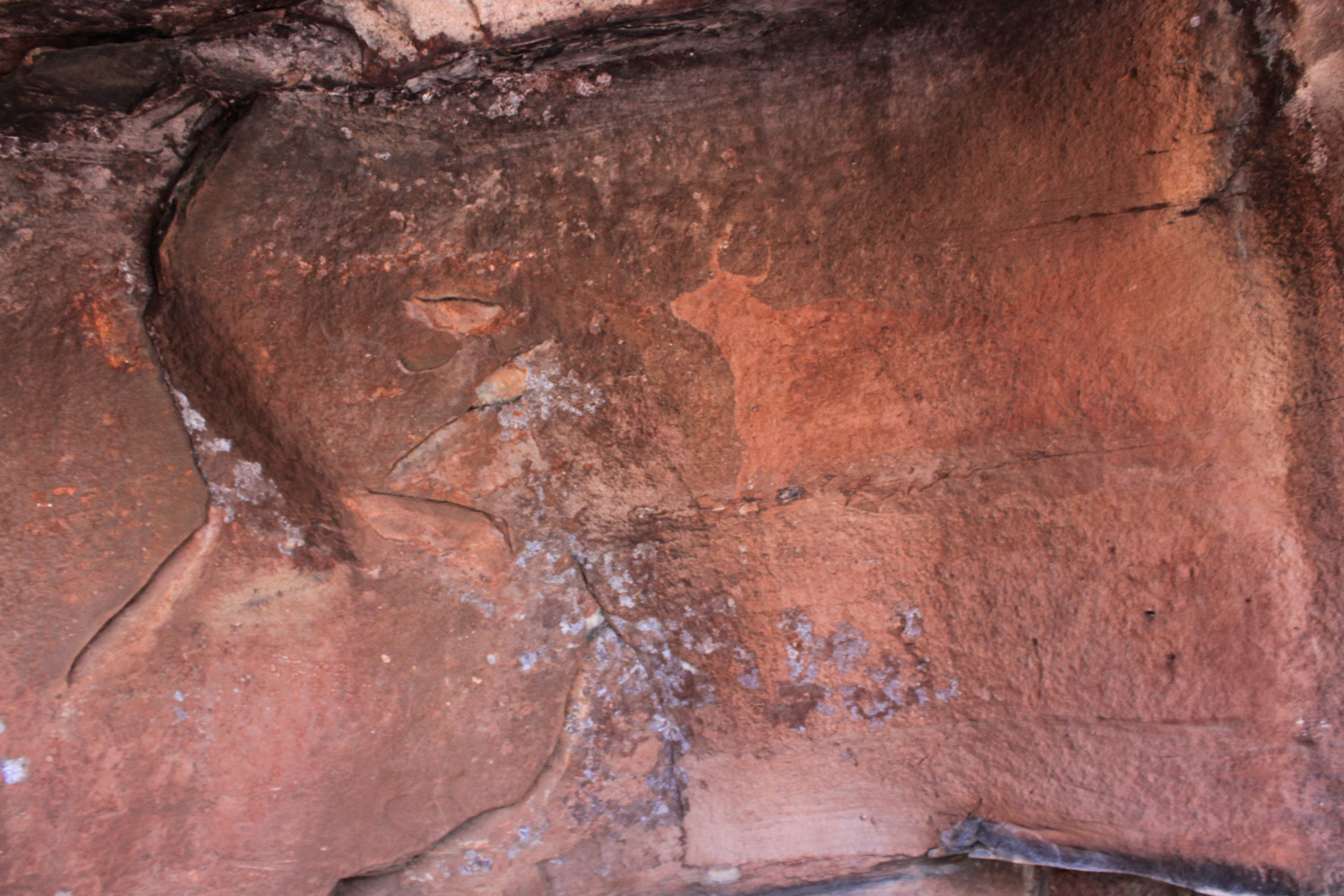
Detalle del bóvido anaranjado de la parte derecha del panel